# جان دورهام
جان هنری دورهام (زاده ۱۶ مارس 1950) (به انگلیسی: John Henry Durham) یک وکیل آمریکایی است که در میان سال‌های ۲۰۱۸ تا ۲۰۲۱ به عنوان دادستان ایالات متحده در ناحیه کانکتیکات خدمت کرده‌است. تا آوریل ۲۰۱۹، دولت ترامپ به او مأموریت داد تا در مورد منشأ تحقیقات اداره تحقیقات فدرال (FBI) در مورد دخالت روسیه در انتخابات ۲۰۱۶ ایالات متحده تحقیق کند و در همین رابطه و در اکتبر ۲۰۲۰ وی به عنوان مشاور ویژه وزارت دادگستری در این زمینه منصوب شد.
او پیش از این به مدت ۳۵ سال به عنوان دستیار وکیل ایالات متحده در سمت‌های مختلف در دی سی خدمت کرد. دورهام به خاطر نقشش به عنوان دادستان ویژه در انهدام نوارهای بازجویی ایجاد شده توسط آژانس اطلاعات مرکزی (سیا) در سال ۲۰۰۵ شناخته می‌شود، که طی آن تصمیم گرفت هیچ گونه اتهام جنایی مرتبط با انهدام نوارهای شکنجه در یک مرکز سیا را به مقامات ارائه نکند.
تا آوریل ۲۰۱۹، ویلیام بار، دادستان کل ایالات متحده، دورهام را موظف به نظارت بر بررسی منشأ تحقیقات روسیه و تعیین وجاهت جمع‌آوری اطلاعات مربوط به کمپین ترامپ «قانونی و مناسب» کرد. بار در دسامبر ۲۰۲۰ فاش کرد که مقام دورهام را در اکتبر ۲۰۲۰ به بازپرس ویژه ارتقا یافته و اطمینان داد که تحقیقات بازرس ویژه دورهام می‌تواند پس از پایان دولت ترامپ نیز ادامه یابد. بعد از سه سال و نیم تعقیب قضایی، نتیجه اقدامات دورهام ارائه یک فقره اعتراف به گناه و یک حکم مشروط برای اتهامی غیرمرتبط با منشأ تحقیقات روسیه و دو محاکمه ناموفق بود. دورهام در دو دادگاه ادعا کرد که FBI توسط متهمان فریب خورده‌است.

## مشاور ویژه برای بررسی ریشه های تحقیقات ترامپ و روسیه
در ابتدای سال ۲۰۱۷، ترامپ و متحدانش ادعا کردند که تحقیقات FBI (معروف به طوفان متقاطع) در مورد تماس‌های احتمالی بین همکارانش و مقامات روسی (که منجر به تحقیقات مولر شد) یک «فریب» یا «شکار جادوگر» بود که توسط دشمنان سیاسی او آغاز شده‌بود. در آوریل ۲۰۱۹، دادستان کل ویلیام بار اعلام کرد که بررسی منشأ تحقیقات FBI در مورد دخالت روسیه در انتخابات ۲۰۱۶ ایالات متحده را آغاز کرده‌است و در ماه مه گزارش شد که او دورهام به رهبری منصوب شده. چند هفته قبل از آن به دورهام این اختیار داده شد که «مجموعه اطلاعاتی دولت را که شامل تعاملات کمپین ترامپ با روس‌ها است، بررسی کند، اسناد دولتی را بررسی کند و اظهارات شاهد داوطلبانه را درخواست نماید.» در دسامبر ۲۰۲۰، بار به کنگره فاش کرد که دورهام را برای رهبری تحقیقات بازپرس ویژه دورهام در ۱۹ اکتبر منصوب کرده‌است او پس از استعفا از سمت دادستان ایالات متحده در این سمت باقی ماند. تا سپتامبر ۲۰۲۲، هزینه‌های تحقیقات او از زمان به عهده گرفتن نقش بازرس ویژه به ۶٫۵ میلیون دلار افزایش یافت.
پس از سه سال و نیم تحقیقات، دورهام سه مرد را متهم کرد که یکی از آنها به اتهامی غیرمرتبط با منشأ تحقیقات FBI اعتراف کرد و به حبس مشروط محکوم شد. دو مرد دیگر محاکمه و تبرئه شدند. در هر دو محاکمه، دورهام مدعی شد که متهمان اف‌بی‌آی را فریب داده‌اند، نه اینکه ادعا کنند اف‌بی‌آی رفتار نادرست با ترامپ داشته‌است.
در ۱۵ مه ۲۰۲۳، دورهام "گزارش در مورد موضوعات مربوط به فعالیت‌های اطلاعاتی و تحقیقات ناشی از کمپین‌های ریاست جمهوری ۲۰۱۶" (معروف به گزارش دورهام) را منتشر کرد. این گزارش به شدت از اف‌بی‌آی انتقاد کرد و به این نتیجه رسید که «اف‌بی‌آی هرگز نباید تحقیقات کاملی را دربارهٔ ارتباط بین ستاد انتخاباتی دونالد ترامپ و روسیه در جریان انتخابات ۲۰۱۶ آغاز می‌کرد». در این گزارش همچنین آمده‌است: «اف‌بی‌آی از اطلاعات خام، تحلیل‌نشده و تأیید نشده استفاده کرد» تا تحقیقات «توفان متقاطع» را دربارهٔ ترامپ و روسیه آغاز کند، اما هنگام بررسی نگرانی‌ها در مورد مداخله ادعایی در انتخابات در مبارزات انتخاباتی هیلاری کلینتون، از استاندارد متفاوتی استفاده کرد."